# Troy Williams
Troy Williams (ur. 30 grudnia 1994 w Hampton) – amerykański koszykarz, występujący na pozycji niskiego skrzydłowego, obecnie zawodnik Taoyuan Leopards.
30 stycznia został zwolniony przez Memphis Grizzlies. 10 marca 2017 podpisał 10-dniowy kontrakt z Houston Rockets, po czym od razu został przypisany do zespołu D-League – Rio Grande Valley Vipers. 20 marca podpisał umowę do końca sezonu z Rockets, pomimo iż podczas 10-dniowego kontraktu nie wystąpił w ani jednym spotkaniu.
25 lipca 2017 przedłużył umowę z Houston Rockets. 13 lutego 2018 został zwolniony. 21 lutego podpisał 10-dniowy kontrakt z New York Knicks. 16 lipca 2018 został zwolniony przez Knicks.
27 lipca 2018 dołączył do New Orleans Pelicans. 17 października został zwolniony. 20 października podpisał umowę z Sacramento Kings na występy zarówno w NBA, jak i zespole G-League - Stockton Kings.
13 grudnia 2019 został zawodnikiem włoskiego Victoria Libertas Pesaro. 1 stycznia 2022 dołączył do Taoyuan Leopards.

## Osiągnięcia
Stan na 3 stycznia 2022, na podstawie, o ile nie zaznaczono inaczej.
NCAA
- Uczestnik:
  - rozgrywek Sweet Sixteen turnieju NCAA (2016)
  - turnieju NCAA (2015, 2016)
- Mistrz sezonu regularnego konferencji Big Ten (2016)
- Zaliczony do:
  - III składu Big Ten (2016)
  - składu All-Big Ten Honorable Mention (2015)

Indywidualne
- Zwycięzca konkursu wsadów D-League (2017)[13]